# Karl-Steinbuch-Forschungsprogramm
Das Karl-Steinbuch-Forschungsprogramm (KSF) diente der Förderung von Forschung und Entwicklung an Hochschulen für angewandte Wissenschaften in Baden-Württemberg sowie an der Dualen Hochschule Baden-Württemberg. Träger des KSF war die MFG Stiftung, ein Geschäftsbereich der Medien- und Filmgesellschaft Baden-Württemberg. Namensgeber ist der Informationstheoretiker Karl Steinbuch.

## Zielsetzung und Aufbau des Programms
Das KSF richtete sich an Forscher, die sich mit Themen der Informations- und Telekommunikationstechnologie (ITK) sowie der Kreativwirtschaft auseinandersetzen. Neben stark technisch geprägten Projekten werden im KSF auch Anträge aus den Wirtschafts- und Sozialwissenschaften gewünscht. In vier Ausschreibungsrunden (2011–2014) wurden pro gefördertes Projekt Mittel im Umfang bis zu 70.000 Euro vergeben.
Die Webseite des Forschungsprogramms ist heute nicht mehr erreichbar, vermutlich da das Programm nicht mehr existiert. Ursprünglich wurde von vier Ausschreibungsrunden (2011–2014) gesprochen jedoch gibt es auch Quellen, die auf fünf Runden mit einer abweichenden Zeitangabe hinweisen.  